# Physogasterinus lanuginosus
Physogasterinus lanuginosus là một loài bọ cánh cứng trong họ Tenebrionidae. Loài này được Zoltán Kaszab miêu tả khoa học đầu tiên năm 1982.